# Liste der Stolpersteine in Wiesbaden-Dotzheim
 Info: Angaben zu Eigenschaften, welche alle Teillisten für Wiesbaden gemeinsam haben, sind unter Liste der Stolpersteine in Wiesbaden zu finden.

## Liste
| Adresse                   | Name                     | Inschrift mit Ergänzungen                                                                               | Verlegedatum  | Bild | Anmerkung |
| ------------------------- | ------------------------ | --- | ------------- | ---- | --------- |
| Römergasse 19 ·           | Moritz Heymann           | Hier wohnte Moritz Heymann Jg. 1862 deportiert 1942 Theresienstadt 1942 Treblinka ermordet              |               |      |           |
| Römergasse 19 ·           | Rosa Heymann             | Hier wohnte Rosa Heymann Jg. 1874 deportiert 1942 Theresienstadt 1942 Treblinka ermordet                |               |      |           |
| Römergasse 19 ·           | Emil Heymann             | Hier wohnte Emil Heymann Jg. 1880 deportiert 1942 Transit-Ghetto Izbica ermordet in Sobibor             |               |      |           |
| Römergasse 8 ·            | Auguste Katz geb. Freund | Hier wohnte Auguste Katz geb. Freund Jg. 1883 Deportiert 1942 Theresienstadt Ermordet 1944 in Auschwitz | 8. Aug. 2006  |      |           |
| Römergasse 8 ·            | Gustav Katz              | Hier wohnte Gustav Katz Jg. 1887 Deportiert 1942 Theresienstadt Ermordet 1944 in Auschwitz              | 8. Aug. 2006  |      |           |
| Glockengasse 17 ·         | Johanna Metzler geb. Neu | Hier wohnte Johanna Metzler geb. Neu Jg. 1882 Deportiert 1942 Lublin Ermordet 1942 in Sobibor           | 6. Aug. 2007  |      |           |
| Glockengasse 17 ·         | Willy Metzler            | Hier wohnte Willy Metzler Jg. 1914 Deportiert 1942 Lublin Ermordet 1942 in Sobibor                      | 6. Aug. 2007  |      |           |
| Josef-Siegfried-Gasse 3 · | Gustav Stein             | Hier wohnte Gustav Stein Jg. 1881 Deportiert 1942 Ermordet im besetzten Polen                           | 19. Apr. 2016 |      |           |
| Josef-Siegfried-Gasse 3 · | Mina Stein geb. Meyer    | Hier wohnte Mina Stein geb. Meyer Jg. 1886 Deportiert 1942 Ermordet im besetzten Polen                  | 19. Apr. 2016 |      |           |
| Josef-Siegfried-Gasse 3 · | Arthur Stein             | Hier wohnte Arthur Stein Jg. 1910 Flucht USA                                                            | 6. Okt. 2016  |      |           |